# 弗農森特 (新澤西州)
弗農森特（英語：Vernon Center）是位於美國新澤西州蘇塞克斯縣的普查規定居民點。

## 人口
根據2020年美國人口普查的數據，弗農森特的面積為7.68平方千米，當中陸地面積為7.63平方千米，而水域面積為0.05平方千米。當地共有人口1743人，而人口密度為每平方千米226.95人。